# Enes Kubat
Enes Kubat (* 1. März 1994 in Altındağ, Ankara) ist ein türkischer Fußballspieler, der ab Sommer 2018 für MKE Ankaragücü spielt.

## Karriere

### Vereinskarriere
Kubat begann mit dem Vereinsfußball in der Jugend von Doğanspor und wechselte 2007 in die Jugend von Ankaraspor. Im Sommer 2010 wechselte er mit einem Profi-Vertrag versehen zu MKE Ankaragücü, spielte aber weiterhin überwiegend für die Reservemannschaft.
Nachdem Ankaragücü in den ersten Wochen der Saison 2011/12 in finanzielle Engpässe geriet und über lange Zeit die Spielergehälter nicht zahlen konnte, trennten sich viele Spieler von dem Verein. Kubat wurde daraufhin mit anderen Spielern aus dem Nachwuchs in den Profikader aufgenommen und kam in der Rückrunde, begünstigt durch Spielermangel, zu vier Pflichtspieleinsätzen.
Zur Saison 2013/14 wurde Kubat an den Drittligisten Göztepe Izmir zurück und spielte hier eineinhalb Spielzeiten lang. Für die Rückrunde der Saison 2014/15 wurde er an den Istanbuler Ligarivalen Kartalspor ausgeliehen.
Im Sommer 2015 kehrte er zu seinem früheren Verein MKE Ankaragücü zurück. Mit diesem Verein beendete er die Drittligasaison 2016/17 als Meister und stieg in die TFF 1. Lig auf. Nach dem Aufstieg löste er nach gegenseitigem Einvernehmen mit Ankaragücü seinen Vertrag auf und wechselte anschließend zum Zweitligisten Altınordu Izmir.

## Erfolge
Mit MKE Ankaragücü
- Meister der TFF 2. Lig und Aufstieg in die TFF 1. Lig: 2016/17